# ホームカミング (テレビドラマ)
『ホームカミング』(Homecoming)は、アメリカ合衆国のアンソロジー形式の心理スリラードラマシリーズである。全2シーズン17話。

## 概要
シリーズはホームカミングと呼ばれる帰還兵士治療施設に関わる謎を描く。シーズン1はジュリア・ロバーツ主演で2018年11月2日にAmazonビデオで配信され、配信前から2シーズン分が発注され、シーズン2は2020年5月22日に配信された。

## あらすじ

### シーズン1のあらすじ
ホームカミング移行支援センターの元ケースワーカーであるハイディ・バーグマンを主人公とする。
2018年、センターは民間企業ガイスト・グループによって運営されており、表向きの目的は帰還兵を一般市民の生活に順応させることだが、真の目的はPTSDの兆候を見せる復員兵の記憶を消して戦場に戻すことである。ハイディは口うるさい上司コリン・ベルファストのもとで、復員兵士ウォルター・クルーズのケースワーカーを担当する。職務に耐えられなくなったハイディは過剰な薬物をウォルターに与えて軍に復帰することを妨げ、自分も薬物を摂って記憶を消し退職する。
2022年、センターを辞めて4年後、ハイディは母エレンと暮らしウェイトレスをしているが、センター勤務当時の記憶に問題がある。国防総省の審査官トーマス・カラスコはホームカミングに関する苦情を調査する。トーマスに辞職の理由を聞かれ、ハイディは4年前の自分の記憶が消えていることに気づく。やがてハイディはコリンの干渉に抗して記憶を取り戻す。トーマスはホームカミングの不祥事の報告を行い、コリンは責任を取らされる。ハイディはウォルターの思い出の街に行き、彼と再会する。ハイディの記憶はなくしつつも、ウォルターは幸せな様子を見せる。
2018年と2022年の二つの時間線が交互に描かれ、画面サイズの変更で明示される。

### シーズン2のあらすじ
2022年を舞台とし、ガイスト・グループの重役のオードリー・テンプルとその恋人のアレックス・イースタン、そしてホームカミングの犠牲者であるウォルター・クルーズを主人公とする。最初の2話では記憶を失って目覚めたアレックスによる探索行が描かれる。次の4話ではアレックスが記憶をなくすまでの数日間が描かれる。最終第7話では、ウォルターによる決着が描かれる。
ガイスト・グループ本社の重役フロアの受付をするオードリーは国防総省によるホームカミング問題の調査を知る。恋人でトラブルの解決屋をするアレックスの勧めで重役のコリンとその上司のロンを陥れて罪を着せ、創業者で畑仕事を愛するレナード・ガイストに取り入って後釜の重役となる。レナードは記憶に影響を与える薬物ローラーを危険視してプロジェクトを打ち切ろうとするが、軍の幹部のブンダが強い興味を示し、オードリーと組んでローラーの生産を続け、レナードの権力を奪おうとする。だがウォルターがガイスト・グループのことを調べ始め、アレックスが彼の記憶を再び消去しようとして失敗し、自分の記憶を失う。
アレックスは記憶を失って目覚め、少ない手がかりからガイスト・グループの本社を突き止めて入り込む。ローラーのお披露目パーティーでオードリーに再会するが何も思い出せない。パーティー前夜、ウォルターはレナードに会い、二人はパーティーの出席者のドリンクにローラーを仕込む。オードリー、ブンダを含むすべての出席者は倒れ、記憶を失う。

## キャスト

### メイン
- ハイディ・バーグマン
  - 演 - ジュリア・ロバーツ、日本語吹替 - 山像かおり
  - ホームカミング移行支援センターのケースワーカー、後にウェイトレス
- コリン・ベルファスト
  - 演 - ボビー・カナヴェイル、日本語吹替 - 郷田ほづみ
  - ハイディの上司
- ウォルター・クルーズ
  - 演 - ステファン・ジェームズ、日本語吹替 - 前田一世
  - 除隊したばかりの兵士
- トーマス・カラスコ
  - 演 - シェー・ウィガム、日本語吹替 - 山岸治雄
  - ホームカミング移行支援センターを調査する国防省の審査官
- クレイグ
  - 演 - Alex Karpovsky、日本語吹替 - 岩崎正寛
  - センターの従業員
- エレン・バーグマン
  - 演 - シシー・スペイセク、日本語吹替 -
  - ハイディの母
- アレックス・イースタン
  - 演 - ジャネール・モネイ、日本語吹替 - 武田華
  - 記憶を失って目覚めた女、オードリーの恋人(S2
- オードリー・テンプル
  - 演 - ホン・チャウ、日本語吹替 - 吉元里謹
  - ガイスト・グループの重役受付、後に重役 。アレックスの恋人(S2
- レナード・ガイスト
  - 演 - クリス・クーパー、日本語吹替 - 中博史
  - ガイスト・グループの創業者 (S2
- フランシーン・ブンダ
  - 演 - ジョアン・キューザック、日本語吹替 -
  - 軍の将校 (S2
- チャド
  - 演 - ジミー・ベリンジャー、日本語吹替 - 山下公平
  - テンプルの後の受付担当

## エピソード
| シーズン | シーズン | 話数 | 話数 | 放送期間      | 放送期間      |
| -------- | -------- | ---- | ---- | ------------- | ------------- |
|          | 1        | 10   | 10   | 2018年11月2日 | 2018年11月2日 |
|          | 2        | 7    | 7    | 2020年5月22日 | 2020年5月22日 |

＊各シーズン全話一斉配信

### シーズン1 (2018)
| 通算 話数 | タイトル                   | 監督       | Teleplay by                    | 公開日        |
| --- | -------------------------- | ---------- | ------------------------------ | ------------- |
| 1 | "規則" "Mandatory"         | Sam Esmail | Eli Horowitz & Micah Bloomberg | 2018年11月2日 |
| 2018年、除隊したウォルター・クルーズはフロリダのホームカミング移行支援センターにやって来て、ケースワーカーのハイディ・バーグマンに会う。ハイディの上司のコリンはデータの提出をせかす。2022年、ハイディは母と暮らしウェイトレスをする。国防省のトーマス・カラスコが調査に来て、ウォルターが意思に反してセンターに留められていたという苦情が報告されたと言う。ハイディはウォルターのことを覚えてないと答える。                                                                                                  |                            |            |                                |               |
| 2 | "パイナップル" "Pineapple" | Sam Esmail | Eli Horowitz                   | 2018年11月2日 |
| 2018年、ウォルターの元戦友のシュライアは、ここはフロリダではないとウォルターに話し、食堂で叫びだす。ハイディはボーイフレンドのアンソニーと暮らす。2022年、トーマスはウォルターの母親のグロリアに電話をするが協力を得られない。ハイディの母エレンは娘の記憶違いを指摘する。 |                            |            |                                |               |
| 3 | "可視化" "Optics"          | Sam Esmail | David Wiener                   | 2018年11月2日 |
| 2018年、シュライアは車を盗みウォルターとともにセンターを出るがあたりには空のダウンタウンしか見つからない。シュライアはセンターから追放され、コリンはウォルターの追放も望むがハイディが説得して思いとどまらせる。忙しすぎるハイディはアンソニーと別れる。2022年、ハイディはアンソニーに再会するが、ハイディがコリンのことを覚えていないことでアンソニーは驚く。トーマスは記録を調べ、ウォルターが暴力行為でセンターを追放された2018年5月15日にハイディがセンターを辞めたことを知る。                           |                            |            |                                |               |
| 4 | "セコイア" "Redwood"       | Sam Esmail | Micah Bloomberg                | 2018年11月2日 |
| 2018年、ウォルターは、自分のせいで死んだ戦友のレスキーのハーモニカを含む、シュライアの持ち物が捨てられたことに動揺し、ハイディはハーモニカを取り戻す。ウォルターはテレビ電話で母親と話す。2022年、トーマスはガイスト・グループに行ってコリンに会うが、ホームカミングもハイディも知らないとしらを切られる。ハイディは自分が入院していたことを覚えていないことに衝撃を受け、昔の携帯電話でしばしばコリンと話していたことを知り、コリンに電話をかけるがすぐに切られる。                                          |                            |            |                                |               |
| 5 | "助け" "Helping"           | Sam Esmail | Cami Delavigne                 | 2018年11月2日 |
| 2018年、ハイディとウォルターは互いに悪ふざけを仕掛けあって親しくなる。コリンはハイディがハーモニカをウォルターに返却したことをクレイグから聞き、ホームカミングの目的は薬物によるPTSDの治療であり、戦場の記憶につながるものを渡すべきではないと叱責する。2022年、トーマスは心理的に問題を抱えるシュライアを探し出して会う。コリンはタンパに行き、ハイディが自分のことを覚えていないことに安心する。だがトーマスの名刺を見つけて警戒する。                                                                      |                            |            |                                |               |
| 6 | "おもちゃ" "Toys"          | Sam Esmail | Shannon Houston                | 2018年11月2日 |
| 2018年、息子と音信の絶えたグロリアは国防省に問い合わせ、ホームカミングは民間企業のガイスト・グループが運営することを知る。グロリアはタンパに行き、投薬4週目のウォルターに会って出所するよう説き伏せる。ハイディはウォルターが自分に思いを寄せていることを利用して出所を思いとどまらせる。グロリアはホームカミングの従業員を装い、ウォルターが意思に反して留め置かれていると国防省に苦情の電話を入れる。2022年、コリンは軍関係の契約社員ハンターを名乗ってハイディに接近し、一夜を共にする。                   |                            |            |                                |               |
| 7 | "テスト" "Test"            | Sam Esmail | Eric Simonson                  | 2018年11月2日 |
| 2018年、投薬第5週目、ウォルターは先週語ったばかりの戦友との悪ふざけの話も戦友の死の事も思い出せなくなり、ハイディはショックを受ける。コリンは、帰還兵が前を向いて生きられることは薬物投与の成功だとハイディに言う。2022年、トーマスはグロリアからハイディとウォルターのセッションの音声テープを借りる。ハイディは自分がテープを送ったと聞いてショックを受ける。ハンターと名乗るコリンに、ホームカミングに行ってコリンを探さなければならないと言う。                                                           |                            |            |                                |               |
| 8 | "プロトコル" "Protocol"    | Sam Esmail | Eli Horowitz                   | 2018年11月2日 |
| 2022年、トーマスの上司はホームカミングの調査が無駄だと叱責する。怒ったトーマスは改装中のホームカミングの建物に忍び込む。コリンはハイディをホームカミングと同じレイアウトの建物に連れて行き、混乱させる。隣の建物からトーマスがハイディとコリンを見つける。ハイディはペリカンの叫び声を聴いてコリンのことを思い出す。コリンは後を追いかけ、トーマスに会って侮辱する。ハイディはトーマスと共に去る。 |                            |            |                                |               |
| 9 | "仕事" "Work"              | Sam Esmail | Micah Bloomberg                | 2018年11月2日 |
| 2018年、6週の投薬を終えたウォルターは軍務に復帰し、死んだはずのレスキーに会うことが楽しみだとハイディに語る。ハイディはウォルターを連れて食堂に行き、6週目の投薬が含まれた食事を共にする。2022年、トーマスはホームカミングに関する報告を上げるが、上司はガイスト・グループに通じている。 |                            |            |                                |               |
| 10 | "停止" "Stop"              | Sam Esmail | Eli Horowitz & Micah Bloomberg | 2018年11月2日 |
| 2018年、ハイディはウォルターとのセッションの録音をグロリアに送り、退職する。6週目の投薬を二重に与えられたウォルターは意識を失い、同じ食事をしたハイディも記憶を失う。ホームカミングの従業員は記録を改ざんしてウォルターが暴力行為で退所させられ、ハイディは入院したことにする。2022年、コリンの部下だったオードリーが彼の上司となり、彼に責任を取らせる。ハイディはウォルターから聞いていたカリフォルニアの街に行き、ダイナーで再会する。ウォルターはハイディの記憶をなくしているが、幸せそうな様子を見せる。 |                            |            |                                |               |

### シーズン2 (2020)
| 通算 話数 | シーズン 話数 | タイトル            | 監督                 | 脚本                           | 公開日        |
| --- | ------------- | ------------------- | -------------------- | ------------------------------ | ------------- |
| 11 | 1             | "人間" "People"     | Kyle Patrick Alvarez | Micah Bloomberg & Eli Horowitz | 2020年5月22日 |
| 退役兵士の女は記憶を失ってボートの上で目を覚ます。病院で知り合ったバディとともに自分の正体を調べ、泊まったモーテルで自分の名前がジャッキーであると知り、持ち物にガイスト・グループの薬品を見つける。バディに現金を奪われる。 |               |                     |                      |                                |               |
| 12 | 2             | "怪物" "Giant"      | Kyle Patrick Alvarez | Zachary Wigon                  | 2020年5月22日 |
| ジャッキーはモーテルにあった自分の車の登録証から自分の本名がアレックス・イースタンであると知り、自宅に行って忍び込み、そこにいたオードリーという女を尾行してガイスト・グループ社に潜入する。重役であるオードリーはパーティーで創業者のレナードの社員に向けたスピーチが脱線するのを遮る。 |               |                     |                      |                                |               |
| 13 | 3             | "以前" "Previously" | Kyle Patrick Alvarez | Sarah Carbiener & Erica Rosbe  | 2020年5月22日 |
| 過去、アレックスは記憶を失う前、様々な身分を偽ってトラブルの解決屋をする。恋人のオードリーはアレックスに教唆され、ホームカミング・センターを巡っての国防総省の調査を利用して上司のコリンとその上司のロンを陥れ、センターでの実験を知らなかった創業者レナードに取り入って後釜に座る。ウォルターは戦場のフラッシュバックに襲われ、頭部の切開手術を受けた記憶が誤りであったことを知らされる。 |               |                     |                      |                                |               |
| 14 | 4             | "せっけん" "Soap"   | Kyle Patrick Alvarez | Casallina Kisakye              | 2020年5月22日 |
| 過去、オードリーは国防総省の公聴会に呼ばれ、ローラーの投薬で兵士のPTSDの治療に成功したと証言する。せっけん会社だった昔を懐かしむレナードはオードリーにローラーから手を引くよう命じる。軍の将校のブンダはローラーに興味を示し、オードリーに量産を依頼する。アレックスはオードリーにこの機会を逃さないよう説得する。二人は子づくりを考え始める。ウォルターがホームカミング・センターでの治療記録を要求し、オードリーとアレックスの知るところとなる。ローラーの失敗例を隠すため、アレックスは復員軍人のジャッキーを名乗り、拘置されたウォルターのもとに向かう。 |               |                     |                      |                                |               |
| 15 | 5             | "メートル" "Meters" | Kyle Patrick Alvarez | Evan Wright                    | 2020年5月22日 |
| 過去、レナードはローラーの原料となる畑のベリーをすべて廃棄しようとするが、オードリーはブンダが出した差し止め命令を使って妨害する。ブンダの勧めで、オードリーはローラーのお披露目となるパーティーを企画する。アレックスは復員軍人を支援するNPOのジャッキーを名乗ってウォルターを釈放させる。記憶の欠落を補うためにガイスト・グループを調べようとするウォルターを翻意させられない。 |               |                     |                      |                                |               |
| 16 | 6             | "針" "Needle"       | Kyle Patrick Alvarez | Patrick MacManus               | 2020年5月22日 |
| 過去、アレックスは大量のローラーをウォルターに注射して再び記憶を失わせようとするが、失敗して自分が注射される羽目となり、ボートに乗って逃げる。 |               |                     |                      |                                |               |
| 17 | 7             | "再演" "Again"      | Kyle Patrick Alvarez | Micah Bloomberg & Eli Horowitz | 2020年5月22日 |
| パーティー前夜、ウォルターは権力を失いつつあるレナードに会い、ホームカミングに決着をつけるよう求める。パーティーの日、アレックスはオードリーに再会するが何も思い出せない。レナードとウォルターは密かに出席者のドリンクにローラーを仕込む。オードリー、ブンダを含む全員が倒れ、記憶を失う。 |               |                     |                      |                                |               |